# Alcis jubata
Alcis jubata là một loài bướm đêm trong họ Geometridae.

## Hình ảnh

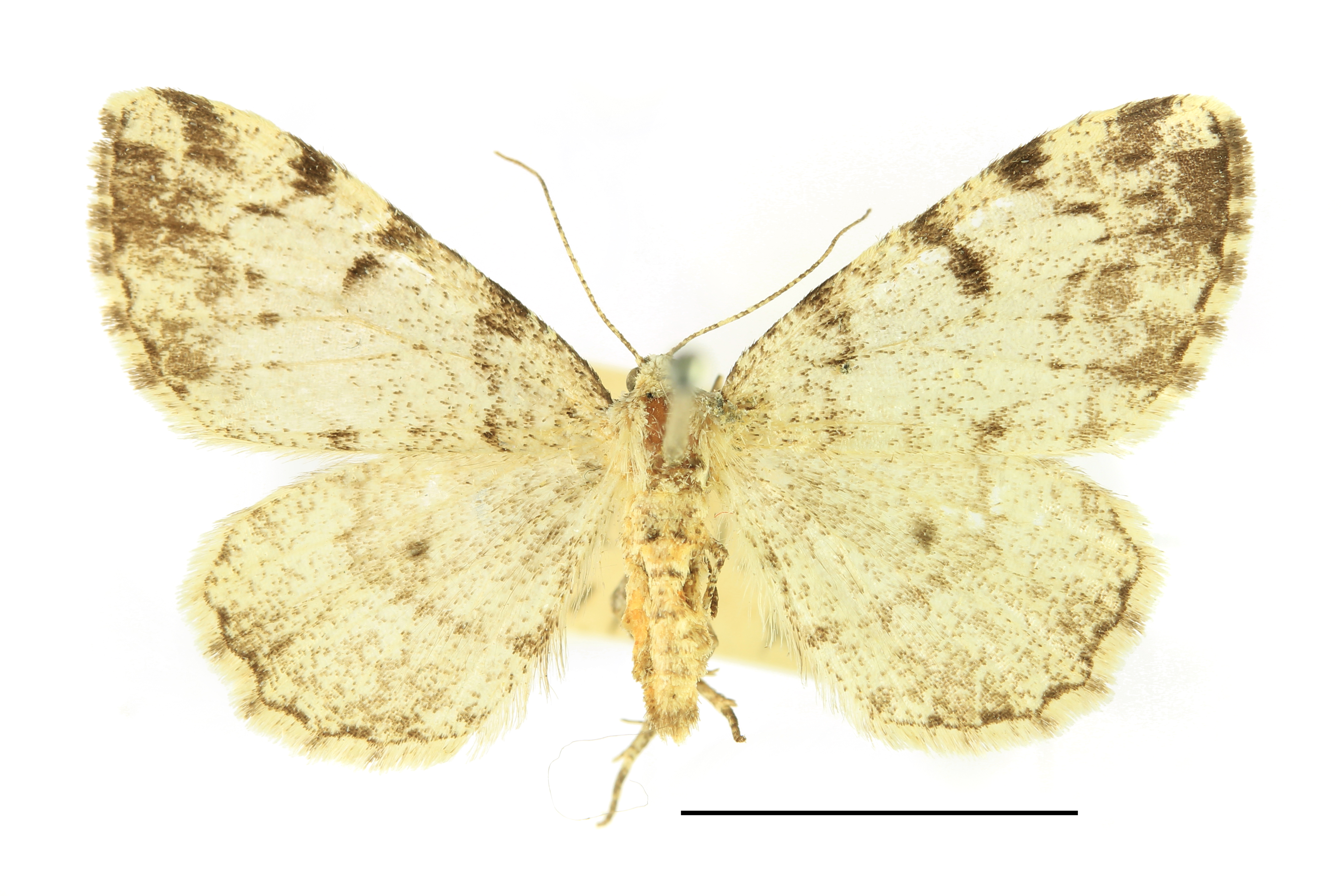
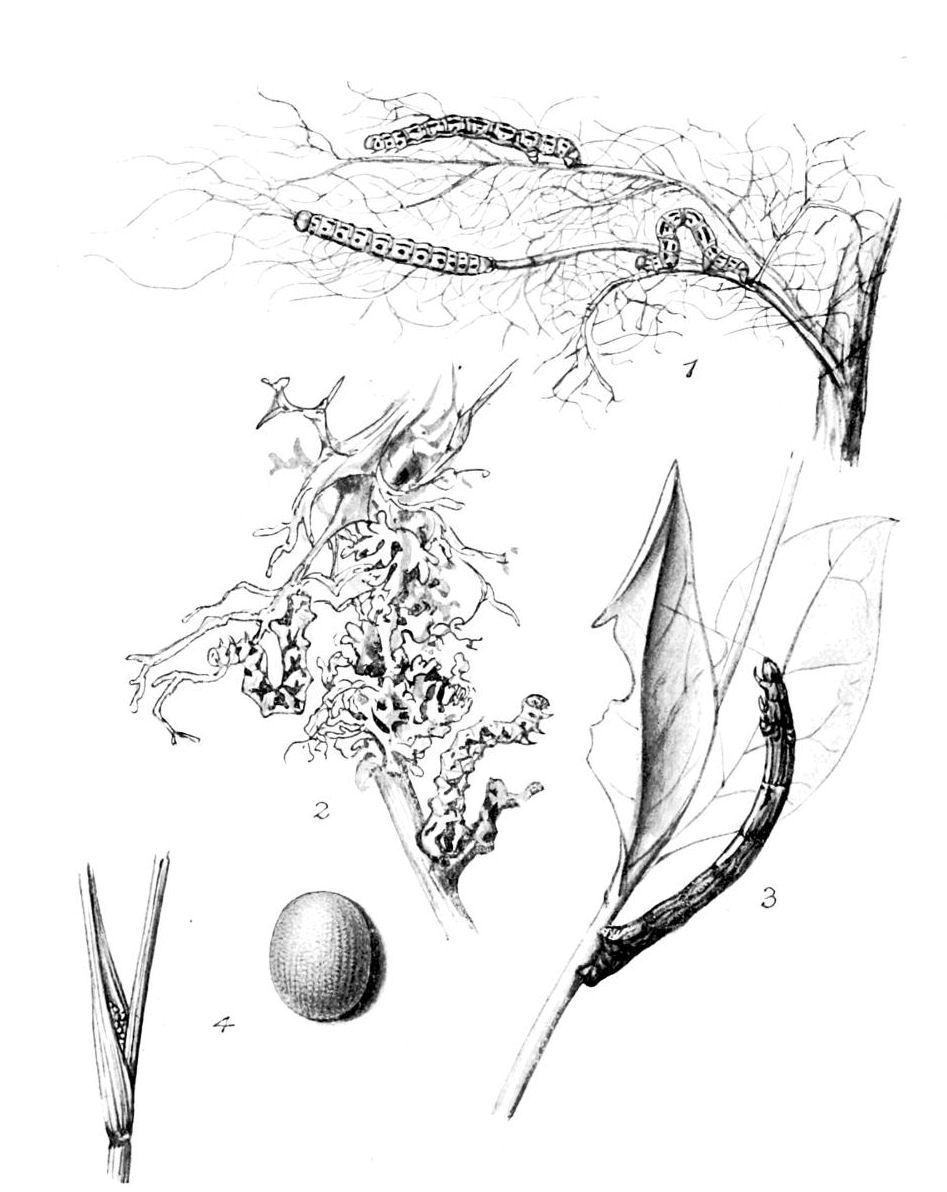
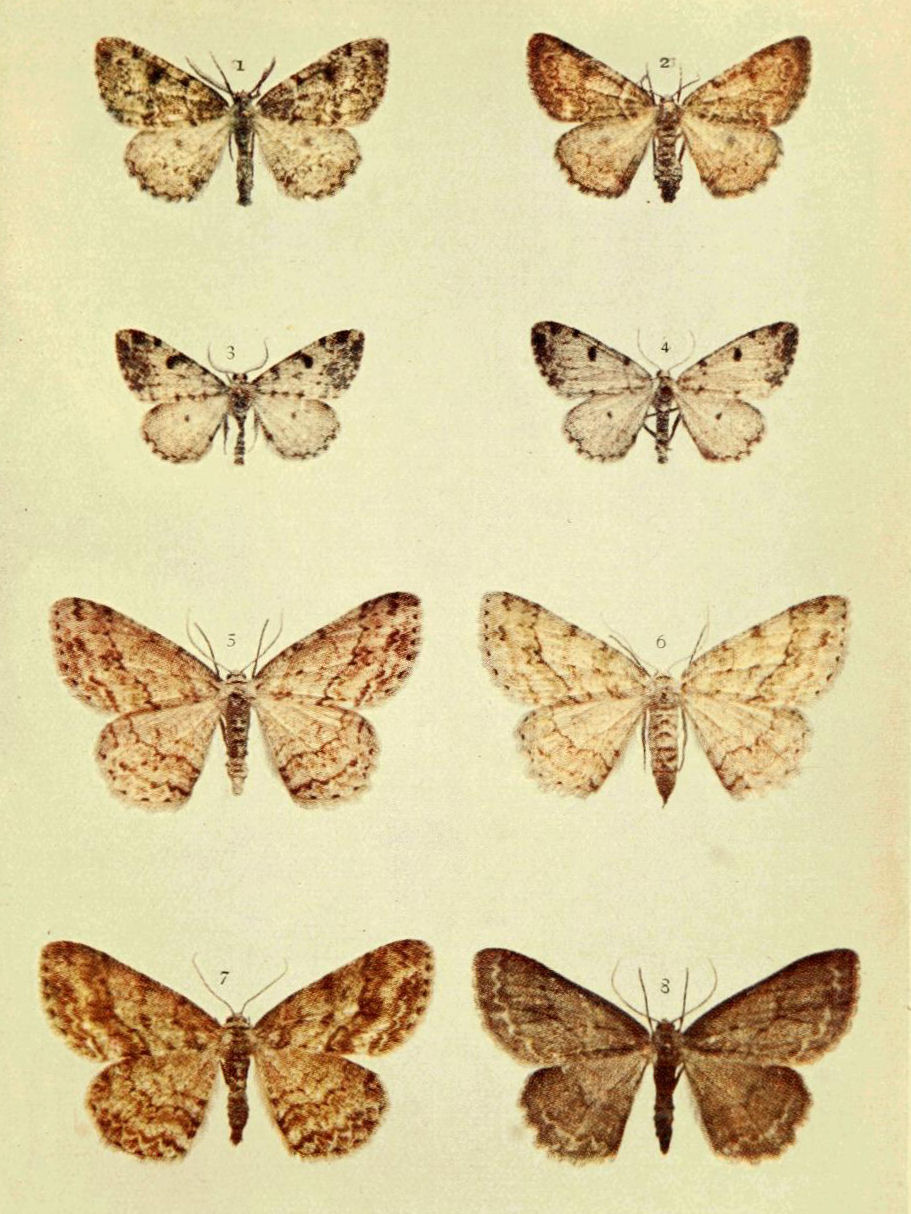